# Lambert Vlemynck
Lambert Vlemynck, auch Lambert Fleming oder Lamert Flemming (geboren um 1443; gestorben 18. April 1531 in Osnabrück) war ein niederländischer Münzmeister, der wegen Falschmünzerei hingerichtet wurde.
Vlemynck stand gegen Ende des 15. Jahrhunderts in den Diensten von Konrad IV. von Rietberg, der von 1492 bis 1508 Bischof von Osnabrück und in diesem Zeitraum ab 1497 auch Bischof von Münster war. Ab 1489 arbeitete Vlemynck in der Münzstätte Osnabrück und ab 1497 in der Münzstätte Münster. „Seit dieser Zeit“ stand er aber auch im Dienst der Edelherren von Diepholz und zusätzlich in Diensten der Grafen von Rietberg.
Ab etwa 1511 kam es in Rietberg zu einer „nicht unbedeutenden Geldverschlechterung,“ in die Vlemynck „auf nicht ganz klare Art und Weise“ verwickelt war. Wegen dieser und anderer ihm vorgeworfener Münzprägungen wurde er 1531 – im Alter von fast 90 Jahren – in Osnabrück verhaftet, und auf die Folter gespannt. In der Folge gestand er seine unrechtmäßigen Prägungen. Gemäß des Rechtsspruches König Rudolf I. wurde Vlemynck – wie kurz zuvor auch schon der Münzmeister Johann Kerkmann – auf dem Marktplatz zu Osnabrück am 18. April 1531 in einem Kessel mit kochendem Öl zu Tode gesotten. Der zur Hinrichtung genutzte Kessel wurde später an dem Haus der Osnabrücker Waage aufgehängt, wo er bis 1788 verblieb.
Sein Sohn war der Münzmeister Jaspar Vlemynck, tätig in Nijmegen und Groningen.